# Polystichum lonchitis
Polystichum lonchitis è una pianta appartenente alla famiglia delle Dryopteridaceae.

## Etimologia
Il nome deriva dal genere Polystichum, dal greco polys (molte) e stix (fila) per i sori disposti in più file.

## Descrizione
Pianta perenne, foglie lunghe 20–50 cm, pennatosette, con picciolo subnullo, a segmenti coriacei, lanceolato-falcati, acutamente dentati, auricolati alla base; sori quasi a contatto fra di loro, in serie convergenti verso l'apice del segmento.

## Habitat
Si trova, comunemente, nelle faggete fresche e sulle rupi ombrose, al di sopra dei 1500 m. In Italia è presente in quasi tutte le regioni, tranne in Sicilia, Puglia e in Sardegna. Tuttavia nel 2021 è stato rinvenuto un popolamento di circa una ventina di esemplari all' interno di una grotta vulcanica non censita, nel massiccio dell'Etna, ad una quota di ca. 1800 mt slm sul versante Ovest.

## Periodo di Sporificazione
Giugno - Agosto